# Heliotropium haitiense
Heliotropium haitiense är en strävbladig växtart som beskrevs av Ignatz Urban. Heliotropium haitiense ingår i Heliotropsläktet som ingår i familjen strävbladiga växter. Inga underarter finns listade i Catalogue of Life.